# Az Egyesült Államok hadseregének hírszerző szolgálata
Az Egyesült Államok szárazföldi haderejének hírszerző szolgálata időszerű, lényeges és pontos információkkal minden vezetési szinten közvetlenül támogatja a hadsereg tevékenységét. A hadsereg hírszerző szolgálata teljes mértékben integrálva van a hadsereg szervezetébe, ugyanakkor a Védelmi Hírszerző Ügynökség irányításával tevékenykedik.

## Története
Katonai hírszerzők már az amerikai függetlenségi háború idején is tevékenykedtek a kontinentális hadseregben annak megalapítása, 1776 óta.
1863 januárjában, az amerikai polgárháború idején Joseph Hooker vezérőrnagy hozta létre az uniós hadsereg számára a Katonai Információs Irodát (Bureau of Military Information) George H. Sharpe vezetésével. Hasonló tevékenységet folytatott Allan Pinkerton és Lafayette C. Baker a különböző területi parancsnokok számára. A háború végével azonban az összes katonai hírszerző tevékenység megszűnt.
1885 a hadsereg létrehozta a Katonai Hírszerző Részleget (Military Intelligence Division, MID). 1903-ban ezt a részleget magasabb pozícióba, az újonnan létrehozott vezérkar alá helyezték.
1942-ben a MID helyébe egy átszervezés nyomán a Katonai Hírszerző Szolgálat lépett (Military Intelligence Service, MIS). Ennek a szervezetnek eredetileg mindössze 26 tagja volt, közülük 16 tiszt. Gyors növekedés után hamarosan már 342 tiszt valamint 1000 sorkatona és polgári alkalmazott tartozott a kötelékébe. Szervezetileg négy részre oszlott, úgy is mint az adminisztráció, a hírszerzés, az elhárítás és a műveleti csoport.
1942-ben Alfred McCormack létrehozta a szervezet különleges részlegét (Special Branch), ami a COMINT, a kommunikációs hírszerzés területére specializálódott.
1967 júliusában szervezték egybe az addigra kialakult több katonai hírszerző egységet. 1977-ben az addig különálló hírszerző és a biztonsági (elhárító) ügynökséget egyesítették US Army Intelligence and Security Command (INSCOM) néven.

## Szervezete
A szolgálat parancsnoka egyben a vezérkari főnök helyettese (G–2), a szárazföldi hadsereg vezető hírszerző tisztje.
|  |

- United States Army Intelligence and Security Command (A hadsereg hírszerzési és biztonsági parancsnoksága, INSCOM), székhelye Fort Belvoir, Virginia.

|  |  |

- United States Army Military Intelligence Readiness Command (A hadsereg katonai hírszerzési készenléti parancsnoksága, MIRC), Fort Belvoir, Virginia. Ez a hadsereg tartalékának hírszerzési parancsnoksága

|  |

- United States Army Intelligence Center (A hadsereg hírszerzési központja, USAICoE), székhelye Fort Huachuca, Arizona. Ez a hadsereg hírszerzési iskolája. Itt található a katonai hírszerzés múzeuma is.

|  |

### A hadseregbe integrált hírszerző szolgálat
A hidegháború befejezését követően, és az ipari fejlődés századából az informatika korába lépve, az Egyesült Államok hadereje és vele a katonai hírszerzés újra jelentős változásokon ment keresztül. A katonai hírszerzést teljes mértékben, minden szinten integrálták a hadsereg struktúrájába. A hadműveletek korszerű irányítása megköveteli a valós idejű, pontos információkat a harctéri parancsnokok szintjén is. A megfelelő adatoknak el kell jutniuk a nemzeti hírszerző szolgálatoktól a terepre, ugyanakkor a  szárazföldi erők maguk is rendelkeznek számos, a kor színvonalán álló titkos információgyűjtő eszközzel és saját értékelő-elemző részlegekkel.
Ennek megfelelően a szárazföldi csapatok hírszerző struktúráját úgy alakították ki, hogy képes legyen időbeni, releváns, pontos és szinkronizált hírszerzési adatokat biztosítani és rádióelektronikai hadviselést folytatni a harcászati, hadműveleti, és hadászati vezetési szinteken keresztül egészen az összhaderőnemi műveletekig.
A Hadsereg Hírszerző és Biztonsági Parancsnoksága (Army's Intelligence and Security Command - INSCOM) speciális személyzettel és technikai eszközökkel támogatja a váratlan és éles helyzetekben tevékenykedő
különleges alakulatokat a világ bármely pontján. A hírszerző elemző-értékelő munkát a Nemzeti Szárazföldi Hírszerző Központ (National Ground Intelligence Center - NGIC) végzi.
Ezen túlmenően a hadsereg rendelkezik erős hírszerző szervezeti egységekkel, amelyek feladata a csapatok támogatása harcászati szinten. A felderítő részlegek parancsnokainak betűjele a „G”. 
- Hadtest szinten a hírszerző támogatást a parancsnok hírszerző főtisztje, valamint egy páncélos felderítő ezred nyújtja. Az ezred teljes körű csapatfelderítő és elhárító támogatást ad. 2012-ben három ilyen feltöltött ezred működött, és egy negyedik felállítása folyamatban volt. A Nemzeti Gárda további hét ilyen ezreddel rendelkezett.
- Hadosztály szinten felderítő zászlóalj működik.
- Dandár szinten felderítő század tevékenykedik.[6]

## Fordítás
- Ez a szócikk részben vagy egészben  a   Military Intelligence Corps (United States Army) című angol Wikipédia-szócikk ezen változatának fordításán alapul.  Az eredeti cikk szerkesztőit annak laptörténete sorolja fel. Ez a jelzés csupán a megfogalmazás eredetét és a szerzői jogokat jelzi, nem szolgál a cikkben szereplő információk forrásmegjelöléseként.